# Empoascanara bucephala
Empoascanara bucephala är en insektsart som beskrevs av Irena Dworakowska 1976. Empoascanara bucephala ingår i släktet Empoascanara och familjen dvärgstritar.
Artens utbredningsområde är Taiwan. Inga underarter finns listade i Catalogue of Life.